# بهرام‌آباد قاقازان
بهرام‌آباد قاقازان، روستایی از توابع بخش کوهین شهرستان قزوین در استان قزوین ایران است.
فاصله تا مرکز شهرستان ۳۲ کیلومتر  میباشد . این روستا مردمان دلسوز و مهربان، تلاشگر و سخت کوش و موفقی دارد.

## کشاورزی
این روستای داری محصولات عدس و نخود دیم میباشد و دارای رتبه برتردر زمینه کشت گندم و جو دیم میباشد و در زمینه کشاورزی مستعد پیشرفت و توسعه می باشد. 

## جمعیت
این روستا در دهستان ایلات قاقازان غربی قرار دارد و براساس سرشماری مرکز آمار ایران در سال ۱۳۹۰، جمعیت آن ۵۶۸ نفر (۱۴۲ خانوار) بوده‌است.